# Qualedro

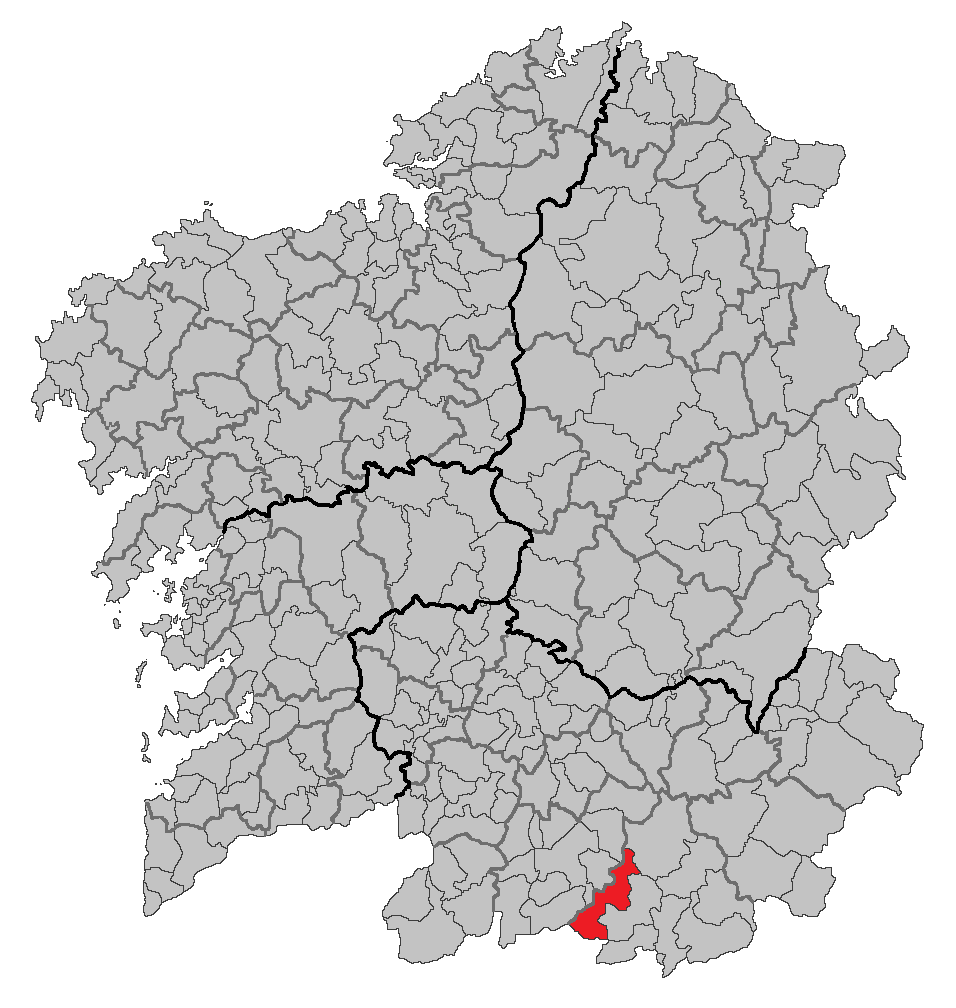
Localização de Cualedro

Qualedro (Cualedro) é um município raiano da Espanha na província 
de Ourense, 
comunidade autónoma da Galiza, de área 117,5 km² com 
população de 2148 habitantes (2007) e densidade populacional de 19,40 hab/km².

## Demografia
| Variação demográfica do município entre 1991 e 2004 | Variação demográfica do município entre 1991 e 2004 | Variação demográfica do município entre 1991 e 2004 | Variação demográfica do município entre 1991 e 2004 |
| --------------------------------------------------- | --------------------------------------------------- | --------------------------------------------------- | --------------------------------------------------- |
| 1991                                                | 1996                                                | 2001                                                | 2004                                                |
| 2658                                                | 2542                                                | 2391                                                | 2286                                                |